# Aeropuerto Internacional General Mitchell
El Aeropuerto Internacional General Mitchell (IATA: MKE, OACI: KMKE, FAA LID: MKE) (del inglés: General Mitchell International Airport) es un aeropuerto civil-militar 8 km (5 km) al sur del centro de Milwaukee, Wisconsin, Estados Unidos. Está incluido en el Plan Nacional de Sistemas de Aeropuertos Integrados de la Administración Federal de Aviación (FAA) para el 2017-2021, en el cual se clasifica como instalación de servicio comercial primario mediano.
Fue nombrado por el General del Servicio Aéreo del Ejército de Estados Unidos Billy Mitchell, que fue criado en Milwaukee y se considera a menudo como el padre de la Fuerza Aérea de los Estados Unidos. Además de ser el aeropuerto primario para Milwaukee, el Mitchell International se ha descrito a veces como el tercer aeropuerto de Chicago, ya que muchos viajeros en el norte de los suburbios de Chicago lo utilizan en lugar de los aeropuertos O'Hare y Midway. También es utilizado por los viajeros a lo largo de Wisconsin y Norte de Illinois. Una estación de ferrocarril de Amtrak se abrió en el aeropuerto en 2005; la estación es servida por el Servicio de Hiawatha que funciona entre Chicago y Milwaukee varias veces diariamente. Desde marzo de 1941, la estación meteorológica del aeropuerto se ha utilizado como el punto oficial para las observaciones y los expedientes del tiempo de Milwaukee por el Servicio Meteorológico Nacional, cuya oficina de área está ubicada en Sullivan.

## Instalaciones y operaciones

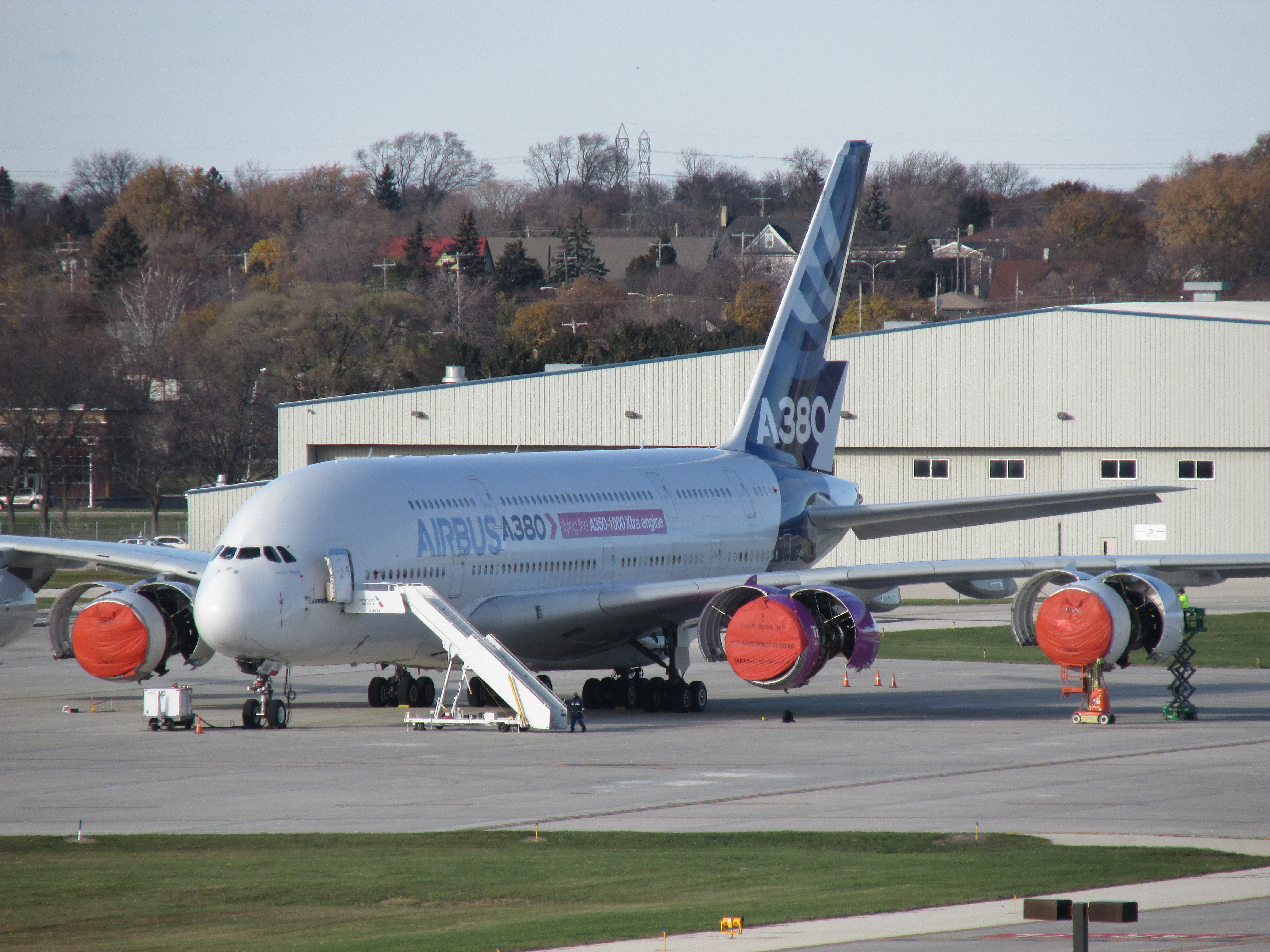
Airbus A380 en el MKE que conduce pruebas del tiempo frío para el nuevo motor Xtra del A350-1000.

El Aeropuerto Internacional General Mitchell cubre 880 ha (2,180 acres) y tiene cinco pistas de aterrizaje de asfalto y concreto que van de 1,463 a 3,045 m (4,183 a 9,990 pies). Un helipuerto de 30 x 30 m (100 x 100 pies) se encuentra en el lado sur de la propiedad del aeropuerto. La pista de aterrizaje 07R/25L tiene un paso superior sobre la avenida Howell Avenue (Autopista de Wisconsin 38) corriendo por debajo. Para el año que terminó el 3 de mayo de 2016, el aeropuerto tuvo 112,942 operaciones de aeronaves, un promedio de 309 por día: 37% de taxi aéreo, 50% de línea aérea comercial, 12% de aviación general y 1% militar. En septiembre de 2017, había 100 aviones basados en este aeropuerto: 17 monomotor, 47 multi-motor, 26 jet y 10 aviones militares diversos. El edificio principal alberga la Mitchell Gallery of Flight, un museo sin fines de lucro en el nivel de la concesión, los puntos de venta al por menor usuales, incluyendo un pequeño Food court y una sucursal de Renaissance Books que se cree ser el primer Librero de viejo en un aeropuerto. Un lote de observación a lo largo del borde norte del aeropuerto está abierto al público y las comunicaciones de la torre se retransmiten usando un transmisor FM de baja potencia para que los visitantes sintonicen sus radios del coche. Hay también un nuevo lote en la calle 6, con un marcador histórico de Wisconsin que da la historia del aeropuerto. En 2008, la seguridad aeroportuaria designó en broma un área en la Sala C después del control de seguridad del "Área de Recombobulación".

## Terminal

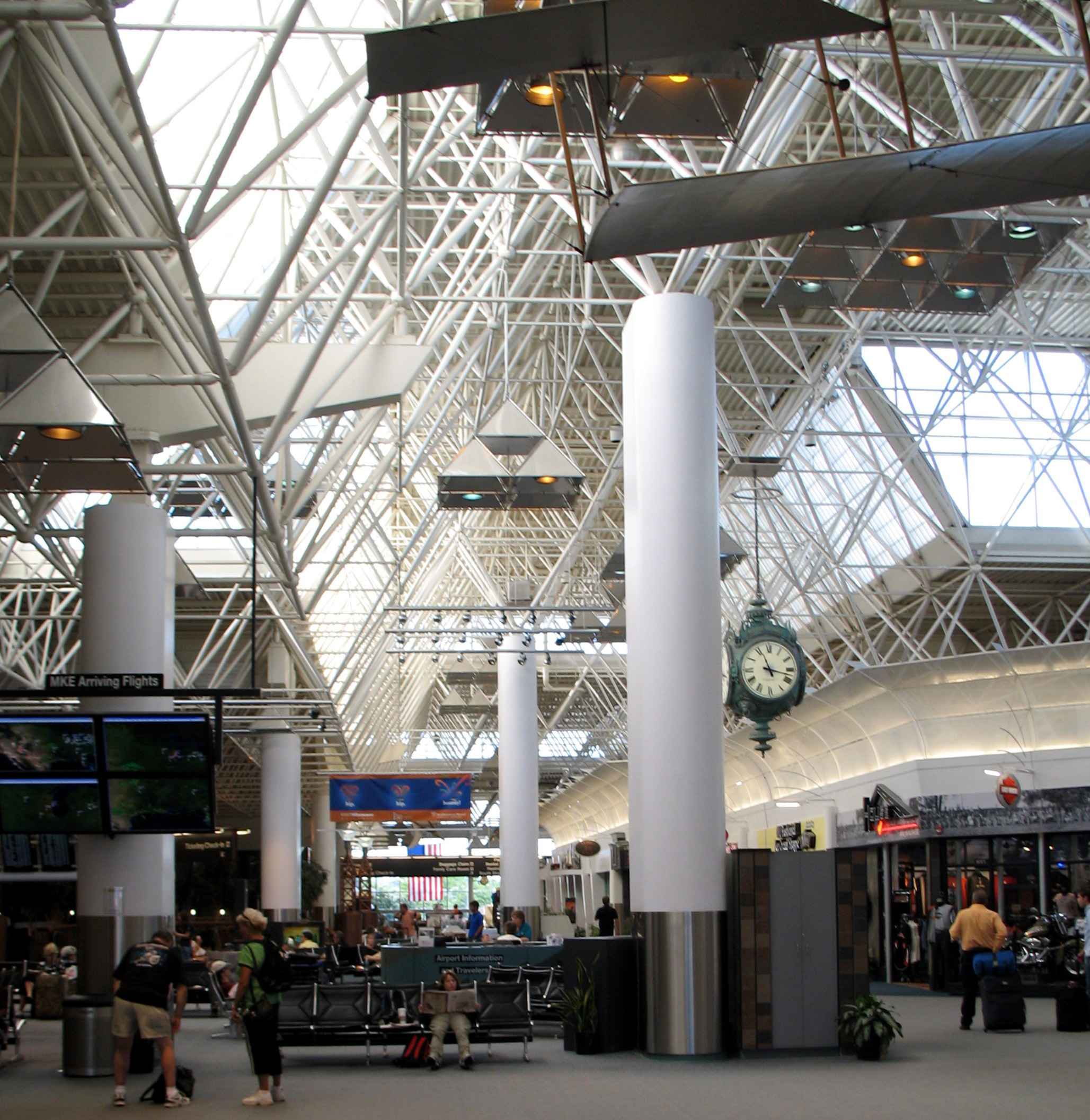
Interior de la terminal principal.

El Aeropuerto Internacional General Mitchell tiene 48 puertas y 40 pasarelas de acceso a aeronaves en tres salas en una terminal. Todas las llegadas internacionales que no tengan el predespacho de aduana deben pasar por el edificio de llegadas internacionales.
Puertas de la Sala C: C9-C12, C14-C15, C17-C25
Aerolíneas: Air Canada Express, Southwest Airlines, United Airlines, United Express, Volaris
Puertas de la Sala D: D27-D30, D34, D36, D38-D39, D41-D49, D51-D56
Aerolíneas: Alaska Airlines, American Airlines, American Eagle, American Eagle, Delta Air Lines, Delta Connection, Frontier Airlines, OneJet
Puertas de la Sala E: E60-E69, Cerrada el 24 de mayo de 2017
Aerolíneas: Ninguna

### Cierre de la Sala E
En abril de 2017, todas las líneas aéreas alojadas en la Sala E comenzaron a trasladarse a la Sala C. Esto permitirá al aeropuerto remodelar el vestíbulo y trasladar el proceso de llegadas internacionales al terminal. La remodelación de la Sala E cerrará el edificio de llegadas internacionales justo al norte de las terminales principales.

## Aerolíneas y destinos

### Pasajeros
| Aerolíneas           | Destinos |
| -------------------- | --- |
| Alaska Airlines      | Seattle/Tacoma |
| American Airlines    | Charlotte, Dallas/Fort Worth, Phoenix–Sky Harbor Estacional: Filadelfia |
| American Eagle       | Charlotte, Chicago–O'Hare, Filadelfia, Washington–National Estacional: Miami |
| Delta Air Lines      | Atlanta, Detroit, Mineápolis/St. Paul, Salt Lake City |
| Delta Connection     | Boston, Detroit, Mineápolis/St. Paul, Nueva York–JFK, Nueva York–LaGuardia |
| Frontier Airlines    | Denver, Orlando Estacional: Tampa |
| JetBlue Airways      | Estacional: Boston |
| Southwest Airlines   | Austin, Baltimore, Chicago-Midway (inicia el 5 de marzo de 2026), Dallas–Love, Denver, Fort Lauderdale, Fort Myers, Kansas City, Las Vegas, Nashville, Orlando, Phoenix–Sky Harbor, San Luis, Tampa, Washington–National Estacional: Cancún, San Diego, Sarasota |
| Spirit Airlines      | Baltimore, Detroit, Fort Lauderdale, Las Vegas, Los Ángeles, Nashville, Orlando Estacional: Dallas/Fort Worth, Fort Myers, Tampa |
| Sun Country Airlines | Estacional: Cancún, Fort Myers, Las Vegas, Mineápolis/St. Paul, Montego Bay, Orlando, Phoenix–Sky Harbor, Punta Cana |
| United Airlines      | Denver |
| United Express       | Chicago–O'Hare, Denver, Houston–Intercontinental, Newark |

### Carga
| Aerolíneas              | Destinos |
| ----------------------- | --- |
| AirNet Systems          | Chicago–Midway, Green Bay, St. Paul–Downtown |
| Berry Aviation          | Chicago–Executive |
| DHL Aviation            | Cincinnati, Omaha, Winnipeg |
| FedEx Express           | Appleton, Chicago O’Hare, Indianápolis, Memphis, Mineápolis/St. Paul |
| FedEx Feeder            | Chicago–Midway, Escanaba, Houghton, Iron Mountain, Marquette, Rhinelander |
| Freight Runners Express | Appleton, Fargo, Green Bay, Madison, Middleton, Mineral Point, Mosinee, Oshkosh, Peoria, Rhinelander, Rochester (MN), Sheboygan Falls, Spencer (IA), West Chicago, Wisconsin Dells |
| Martinaire              | Iron Mountain, Ironwood |
| Pro Aire Cargo          | Oshkosh, Rhinelander |
| Royal Air Freight       | Pontiac |
| UPS Airlines            | Louisville Estacional: Mineápolis/St. Paul |

### Destinos nacionales
Se brinda servicio a 33 ciudades dentro del país a cargo de 12 aerolíneas.
| Destinos nacionales del Aeropuerto de Milwaukee MKE ATL AUS BWI BOS CLT ORD MDW DFW DAL DEN DTW PHL FLL RSW IAH MCI LAS LAX MIA MSP BNA EWR LGA JFK MCO PHX SLC SAN STL SRQ SEA TPA DCA | Destinos nacionales del Aeropuerto de Milwaukee MKE ATL AUS BWI BOS CLT ORD MDW DFW DAL DEN DTW PHL FLL RSW IAH MCI LAS LAX MIA MSP BNA EWR LGA JFK MCO PHX SLC SAN STL SRQ SEA TPA DCA | Destinos nacionales del Aeropuerto de Milwaukee MKE ATL AUS BWI BOS CLT ORD MDW DFW DAL DEN DTW PHL FLL RSW IAH MCI LAS LAX MIA MSP BNA EWR LGA JFK MCO PHX SLC SAN STL SRQ SEA TPA DCA | Destinos nacionales del Aeropuerto de Milwaukee MKE ATL AUS BWI BOS CLT ORD MDW DFW DAL DEN DTW PHL FLL RSW IAH MCI LAS LAX MIA MSP BNA EWR LGA JFK MCO PHX SLC SAN STL SRQ SEA TPA DCA | Destinos nacionales del Aeropuerto de Milwaukee MKE ATL AUS BWI BOS CLT ORD MDW DFW DAL DEN DTW PHL FLL RSW IAH MCI LAS LAX MIA MSP BNA EWR LGA JFK MCO PHX SLC SAN STL SRQ SEA TPA DCA | Destinos nacionales del Aeropuerto de Milwaukee MKE ATL AUS BWI BOS CLT ORD MDW DFW DAL DEN DTW PHL FLL RSW IAH MCI LAS LAX MIA MSP BNA EWR LGA JFK MCO PHX SLC SAN STL SRQ SEA TPA DCA | Destinos nacionales del Aeropuerto de Milwaukee MKE ATL AUS BWI BOS CLT ORD MDW DFW DAL DEN DTW PHL FLL RSW IAH MCI LAS LAX MIA MSP BNA EWR LGA JFK MCO PHX SLC SAN STL SRQ SEA TPA DCA | Destinos nacionales del Aeropuerto de Milwaukee MKE ATL AUS BWI BOS CLT ORD MDW DFW DAL DEN DTW PHL FLL RSW IAH MCI LAS LAX MIA MSP BNA EWR LGA JFK MCO PHX SLC SAN STL SRQ SEA TPA DCA | Destinos nacionales del Aeropuerto de Milwaukee MKE ATL AUS BWI BOS CLT ORD MDW DFW DAL DEN DTW PHL FLL RSW IAH MCI LAS LAX MIA MSP BNA EWR LGA JFK MCO PHX SLC SAN STL SRQ SEA TPA DCA | Destinos nacionales del Aeropuerto de Milwaukee MKE ATL AUS BWI BOS CLT ORD MDW DFW DAL DEN DTW PHL FLL RSW IAH MCI LAS LAX MIA MSP BNA EWR LGA JFK MCO PHX SLC SAN STL SRQ SEA TPA DCA |
| Destinos | Southwest Airlines | Spirit Airlines | American Airlines | Delta Air Lines | Sun Country Airlines | United Airlines | Otra | # | |
| --- | --- | --- | --- | --- | --- | --- | --- | --- | --- |
| Atlanta (ATL) | | | | • | | | | 2 | |
| Austin (AUS) | • | | | | | | | 1 | |
| Baltimore (BWI) | • | • | | | | | | 2 | |
| Boston (BOS) | | | | • | | | JetBlue Airways | 2 | |
| Charlotte (CLT) | | | • | | | | | 1 | |
| Chicago (ORD) | | | • | | | • | | 2 | |
| Chicago (MDW) | • | | | | | | | 1 | |
| Dallas (DFW) | | • | • | | | | | 2 | |
| Dallas (DAL) | • | | | | | | | 1 | |
| Denver (DEN) | • | | | | | • | Frontier Airlines | 3 | |
| Detroit (DTW) | | • | | • | | | | 2 | |
| Filadelfia (PHL) | | | • | | | | | 1 | |
| Fort Lauderdale (FLL) | • | • | | | | | | 2 | |
| Fort Myers (RSW) | • | • | | | • | | | 3 | |
| Houston (IAH) | | | | | | • | | 1 | |
| Kansas City (MCI) | • | | | | | | | 1 | |
| Las Vegas (LAS) | • | • | | | • | | | 3 | |
| Los Ángeles (LAX) | | • | | | | | | 1 | |
| Miami (MIA) | | | • | | | | | 1 | |
| Mineápolis (MSP) | | | | • | • | | | 2 | |
| Nashville (BNA) | • | • | | | | | | 2 | |
| Newark (EWR) | | | | | | • | | 1 | |
| Nueva York (JFK) | | | | • | | | | 1 | |
| Nueva York (LGA) | | | | • | | | | 1 | |
| Orlando (MCO) | • | • | | | • | | Frontier Airlines | 4 | |
| Phoenix (PHX) | • | | • | | • | | | 3 | |
| Salt Lake City (SLC) | | | | • | | | | 1 | |
| San Diego (SAN) | • | | | | | | | 1 | |
| San Luis (SLT) | • | | | | | | | 1 | |
| Sarasota (SRQ) | • | | | | | | | 1 | |
| Seattle (SEA) | | | | | | | Alaska Airlines | 1 | |
| Tampa (TPA) | • | • | | | | | Frontier Airlines | 3 | |
| Washington (DCA) | • | | • | | | | | 2 | |
| Total | 17 | 10 | 7 | 7 | 5 | 4 | 5 | 33 | |

### Destinos internacionales
Se ofrece servicio a 3 destinos internacionales (estacionals), a cargo de 2 aerolíneas.
| Ciudades por países                                        | Nombre del aeropuerto                        | Aerolíneas                                                          |              |              |
| Norteamérica                                               | Norteamérica                                 | Norteamérica                                                        | Norteamérica | Norteamérica |
| ---------------------------------------------------------- | -------------------------------------------- | ------------------------------------------------------------------- | ------------ | ------------ |
| México (1 destino [estacional], 2 aerolíneas)              |                                              |                                                                     |              |              |
| Cancún                                                     | Aeropuerto Internacional de Cancún           | Southwest Airlines (Estacional) / Sun Country Airlines (Estacional) |              |              |
| El Caribe                                                  |                                              |                                                                     |              |              |
| Jamaica (1 destino [estacional], 1 aerolínea)              |                                              |                                                                     |              |              |
| Montego Bay                                                | Aeropuerto Internacional Sir Donald Sangster | Sun Country Airlines (Estacional)                                   |              |              |
| República Dominicana (1 destino [estacional], 1 aerolínea) |                                              |                                                                     |              |              |
| Punta Cana                                                 | Aeropuerto Internacional de Punta Cana       | Sun Country Airlines (Estacional)                                   |              |              |
| Total: 3 destinos (estacionales), 3 países, 2 aerolíneas   |                                              |                                                                     |              |              |

## Estadísticas
Los datos del Departamento de Transporte de los Estados Unidos para el segundo trimestre de 2010 mostraron que la tarifa aérea promedio de Milwaukee bajó por debajo del promedio en otros 93 aeropuertos de los Estados Unidos. La tarifa media de Mitchell era $93 menos que O'Hare, $78 menos que la media del país y $10 menos que Midway. Fuera de los 100 mejores aeropuertos del país, Mitchell fue uno de los tres únicos en los que las tarifas aéreas promedio del segundo trimestre fueron más bajas en 2010 que en 2009.
El aeropuerto es operado por el condado de Milwaukee. Las 8 líneas aéreas de Mitchell ofrecen más de 200 salidas diarias. Más de 30 aeropuertos se sirven sin escalas o directamente desde Mitchell International. Es el aeropuerto más grande de Wisconsin. La terminal del aeropuerto está abierta las 24 horas del día.

### Rutas más transitadas

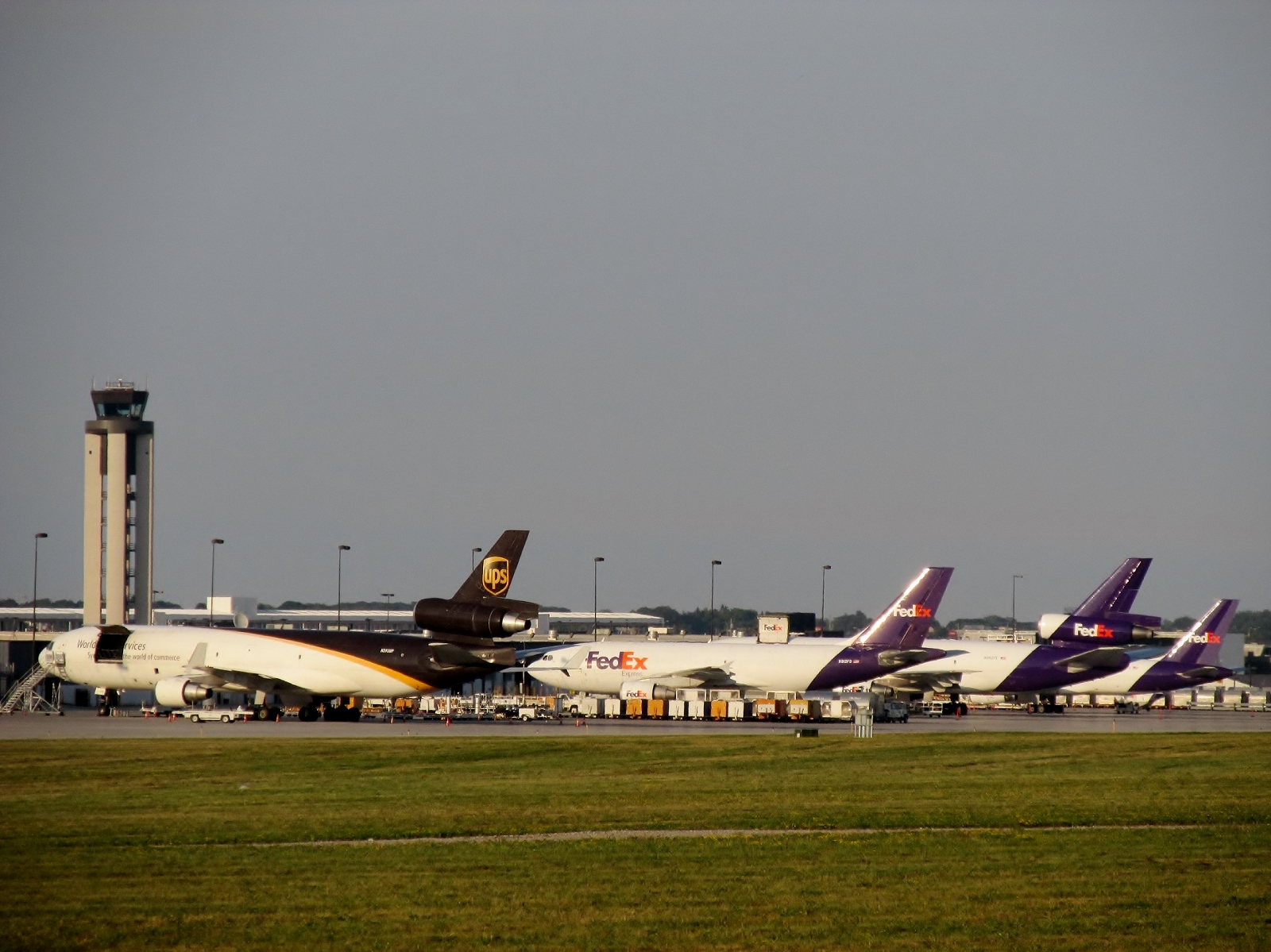
Rampa de carga en el aeropuerto.

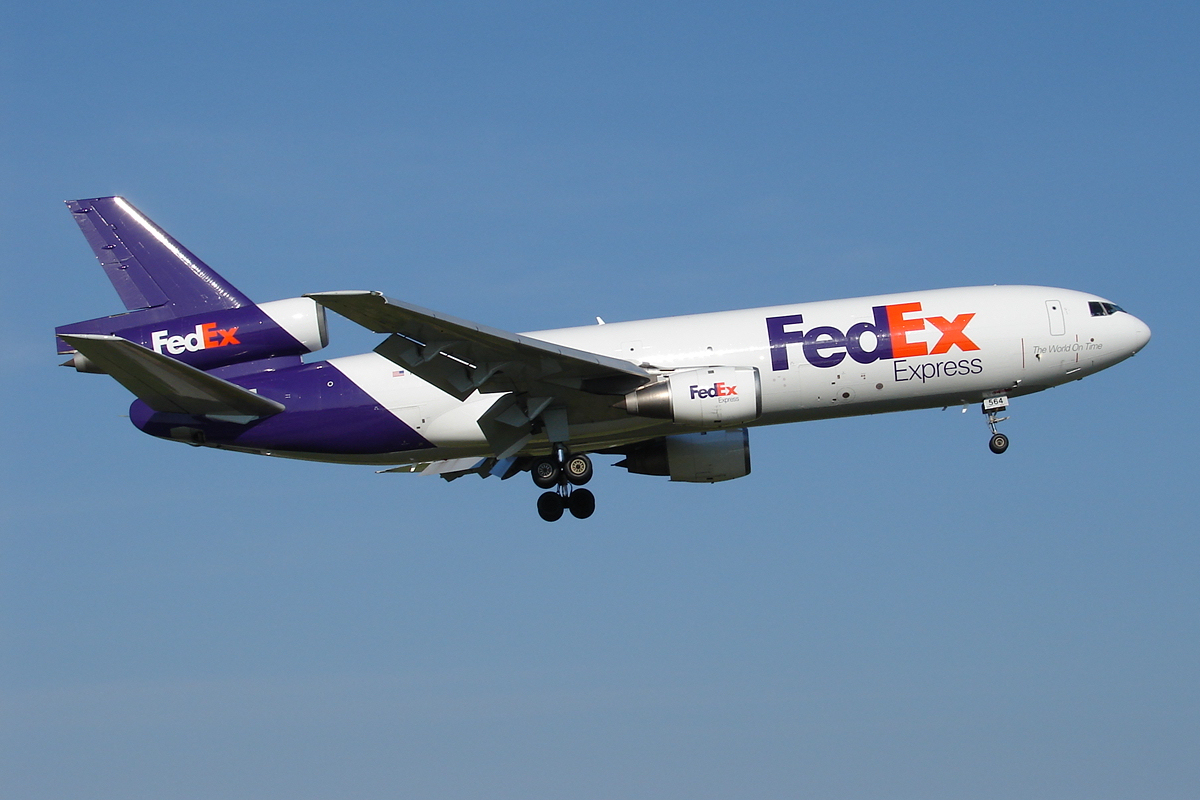
Un MD-10 de FedEx ateerizando en MKE.

| Número | Ciudad                        | Pasajeros | Aerolínea                                                                 |
| ------ | ----------------------------- | --------- | ------------------------------------------------------------------------- |
| 1      | Atlanta, Georgia              | 354,000   | Delta Air Lines, Southwest Airlines                                       |
| 2      | Denver, Colorado              | 307,000   | Frontier Airlines, Southwest Airlines, United Airlines                    |
| 3      | Orlando, Florida              | 221,000   | Delta Connection, Frontier Airlines, Spirit Airlines, Southwest Airlines  |
| 4      | Phoenix, Arizona              | 193,000   | American Airlines, Frontier Airlines, Spirit Airlines, Southwest Airlines |
| 5      | Las Vegas, Nevada             | 185,000   | Frontier Airlines, Spirit Airlines, Southwest Airlines                    |
| 6      | Chicago, Illinois             | 182,000   | American Eagle, United Airlines, United Express                           |
| 6      | Mineápolis, Minnesota         | 158,000   | Delta Air Lines, Delta Connection, Sun Country Airlines                   |
| 8      | Dallas, Texas                 | 148,000   | American Airlines, American Eagle, Frontier Airlines                      |
| 9      | Charlotte, Carolina del Norte | 123,000   | American Airlines, American Eagle                                         |
| 10     | Detroit, Míchigan             | 118,000   | Delta Air Lines, Delta Connection                                         |

### Tráfico anual
| Año  | Pasajeros | Año  | Pasajeros | Año  | Pasajeros | Año  | Pasajeros | Año  | Pasajeros |
| ---- | --------- | ---- | --------- | ---- | --------- | ---- | --------- | ---- | --------- |
|      |           | 1960 | 752,079   | 1980 | 3,295,509 | 2000 | 6,076,628 | 2020 | 2,627,215 |
|      |           | 1961 | 683,503   | 1981 | 3,117,883 | 2001 | 5,600,060 | 2021 | 4,524,345 |
|      |           | 1962 | 723,725   | 1982 | 3,285,884 | 2002 | 5,589,127 | 2022 | 5,446,751 |
|      |           | 1963 | 777,382   | 1983 | 2,923,641 | 2003 | 6,142,124 | 2023 | 6,015,731 |
| 1944 | 37,442    | 1964 | 847,958   | 1984 | 2,573,239 | 2004 | 6,661,105 | 2024 | 6,316,245 |
| 1945 | 105,058   | 1965 | 966,070   | 1985 | 3,062,954 | 2005 | 7,268,000 |      |           |
| 1946 | 171,672   | 1966 | 1,079,484 | 1986 | 3,384,664 | 2006 | 7,299,294 |      |           |
| 1947 | 187,672   | 1967 | 1,378,394 | 1987 | 3,570,340 | 2007 | 7,712,535 |      |           |
| 1948 | 190,371   | 1968 | 1,622,532 | 1988 | 4,029,746 | 2008 | 7,956,968 |      |           |
| 1949 | 225,312   | 1969 | 1,711,777 | 1989 | 4,308,295 | 2009 | 7,935,124 |      |           |
| 1950 | 235,069   | 1970 | 1,766,802 | 1990 | 4,488,304 | 2010 | 9,848,377 |      |           |
| 1951 | 279,226   | 1971 | 1,947,442 | 1991 | 4,114,051 | 2011 | 9,522,456 |      |           |
| 1952 | 322,180   | 1972 | 1,917,252 | 1992 | 4,422,089 | 2012 | 7,515,070 |      |           |
| 1953 | 389,397   | 1973 | 2,041,454 | 1993 | 4,521,872 | 2013 | 6,525,181 |      |           |
| 1954 | 458,816   | 1974 | 2,143,071 | 1994 | 5,179,872 | 2014 | 6,554,152 |      |           |
| 1955 | 521,727   | 1975 | 2,241,745 | 1995 | 5,221,705 | 2015 | 6,549,353 |      |           |
| 1956 | 580,657   | 1976 | 2,556,720 | 1996 | 5,452,645 | 2016 | 6,757,357 |      |           |
| 1957 | 673,927   | 1977 | 2,803,138 | 1997 | 5,598,971 | 2017 | 6,922,130 |      |           |
| 1958 | 683,803   | 1978 | 2,991,750 | 1998 | 5,535,921 | 2018 | 7,097,627 |      |           |
| 1959 | 748,010   | 1979 | 3,460,441 | 1999 | 5,825,670 | 2019 | 6,894,894 |      |           |

## Aeropuertos cercanos
Los aeropuertos más cercanos son:
- Aeropuerto Internacional O'Hare (108km)
- Aeropuerto Regional del Condado de Dane (120km)
- Aeropuerto de Chicago FSS (122km)
- Aeropuerto Internacional Chicago Rockford (129km)
- Aeropuerto Internacional Midway (130km)